# Nabarvené ptáče (román)
Nabarvené ptáče (v anglickém originále The Painted Bird) je americký román, který v roce 1965 napsal spisovatel Jerzy Kosiński. Jedná se o jeho první dílo. V roce 2019 na motivu knihy vznikl stejnojmenný film, jejž režíroval Václav Marhoul.

## Děj
Děj románu popisuje příběh chlapce, který je rodiči poslán z města na odlehlý venkov kdesi ve východní Evropě, kde má prožít válku v bezpečí. Podle jmen, která se v knize vyskytují jde o polsko-ukrajinské pohraničí.
Pěstounka, která se chlapce ujme, však po dvou měsících umře, takže se chlapec musí sám vydat na další putování. Kvůli jinému etnickému složení obyvatelstva a jejich mentální vyspělosti je však považován za cikána či žida. Je tedy velmi těžké naleznou někoho, kdo je ochoten chlapci pomoci.
Chlapec tak musí snášet bití a týrání ze stran místního obyvatelstva, lidí, kteří se jej ujmou i od sousedů, ale je také svědkem surovosti války, kdy jsou transportováni do koncentračních táborů židé či násilné řádění Kalmyků. V této složité době je nucen hoch dospět, umět se o sebe postarat a sám sebe také ochránit.